# Menczył (Gorgany)
Menczył – (1450 m n.p.m.) szczyt w najbardziej na północny zachód wysuniętym fragmencie Gorganów, które są częścią Beskidów Wschodnich.